# 대구동성초등학교
대구동성초등학교(大邱東星初等學校)는 대한민국 대구광역시 수성구에 있는 공립 초등학교이다.

## 연혁
- 1968-10-23 대구동성국민학교 개교(14학급)
- 1996-03-01 대구동성초등학교로 교명 변경
- 1997-03-01 대구교육대학교 대용 부속초등학교 운영(3년간)
- 2003-12-23 동성늘벗도서관 개관
- 2004-09-02 동성강당 준공
- 2008-03-01 대구교육대학교 대용 부설초등학교 운영 지정(3년간)
- 2015-02-13 제44회 191명 졸업(졸업생 총 수:21,730명)
- 2015-03-01 48학급 편성(일반학급: 47학급, 특수학급: 1학급)

## 학교 상징
- 교화 - 장미 : 무슨 일이든 최선을 다하며, 친구와 이웃들과는 사이좋게 지내고, 항상 아름다운 마음으로 자라서 한 떨기 아름다운 꽃이 되어 달라는 뜻이 담김
- 교목 - 향나무 : 거칠고 추운 눈바람을 견디고, 사계절 푸르름을 자랑하며, 향기를 지닌 향나무의 기상처럼 어떤 어려움도 참아내는 늠름한 기상을 지닌 동성어린이로 자라라는 뜻이 담김

## 참고 자료
- 대구동성초등학교 - 한국교육학술정보원 학교알리미